# Вербна вулиця (Київ)
Ве́рбна ву́лиця — вулиця в Оболонському районі міста Києва, мікрорайон у межах земельної ділянки, що знаходиться в користуванні кооперативу «Товариство індивідуальних забудовників „Чорнобилець 2005“». Пролягає від безіменного проїзду від Богатирської вулиці до Хотянівської вулиці.

## Історія
У 2007 році вулиці була присвоєна назва Івова. У 2011 році було прийняте нове рішення про найменування вулиць, де вулиця отримала сучасну назву, однак фактично попереднє рішення скасоване не було.